# Shizukuishi
Shizukuishi (jap. 雫石町 Shizukuishi-chō) – miasto w Japonii, na wyspie Honsiu, w prefekturze Iwate. Według danych na rok 2020 miejscowość zamieszkiwało 15 731 mieszkańców , a gęstość zaludnienia wyniosła 25,8 os./km².